# Guillermo Arriaga
Guillermo Arriaga Jordán (n. 13 martie 1958) este scriitor, scenarist, regizor și producător mexican.

## Copilărie
S-a născut în Mexico City, petrecându-și copilăria într-unul dintre cele mai violente cartiere ale metropolei. La vârsta de 13 ani își pierde simțul mirosului în urma unei lupte de stradă, experiență care îi va servi ca inspirație de-a lungul carierei (acțiunea romanului său, Un dulce miros de moarte, este dublată de numeroase și rafinate referințe olfactive).

## Carieră
Înainte de a alege cariera de scriitor, Arriaga a încercat mai multe ocupații și profesii, fiind angajat ca boxer, baschetbalist sau jucător profesionist de fotbal.
Este licențiat în Comunicare și are un masterat în Psihologie, la Universitatea Ibero-Americană, unde a predat cursuri de media înainte de a se alătura Institutului Tehnologic din Monterrey. Definindu-se drept „un vânător care lucrează ca scriitor”, Arriaga este scenaristul filmului Amores Perros, a fost nominalizat la premiile BAFTA pentru cel mai bun scenariu cu 21 Grams și a primit premiul pentru el mai bun scenariu la Festivalul de Film de la Cannes (2005) pentru The Three Burials of Melquiades Estrada (film în care a jucat rolul secundar de vânător de urși).
În timp ce preda la Universitatea Ibero-Americană, Arriaga l-a cunoscut pe regizorul Alejandro González Iñárritu și, împreună, s-au hotărât să creeze un film construit din trei povești separate care converg spre un deznodământ comun. Rezultatul a fost Amores Perros (1999), unul dintre cele mai apreciate filme din cinematografia mexicană contemporană. Viziunea îndrăzneață asupra vieții de zi cu zi în Mexic le-a adus o nominalizare la Oscar pentru cel mai bun film străin, un premiu BAFTA pentru cel mai bun film în altă limbă decât engleza, premiile “Critics Week Grand Prize” și “Young Critics Award” la Festivalul de Film de la Cannes (2000) și multe alte premii și nominalizări.
După acest succes, Arriaga și Iñárritu au lucrat împreună și la producerea filmelor 21 Grams, avându-i în distribuție pe Benicio del Toro, Naomi Watts și Sean Penn, și Babel, cu Brad Pitt și Cate Blanchett, însă acest din urmă film a marcat și sfârșitul colaborării dintre cei doi, din cauza divergențelor din timpul filmărilor.
Pe 19 ianuarie 2007 are loc la Festivalul de film Sundance premiera filmului El Búfalo de la Noche, o adaptare după romanul omonim de Guillermo Arriaga.
Cel mai nou film al său (pentru care semnează regia & scenariul), The Burning Plain, le are în distribuție pe Charlize Theron și Kim Bassinger.
Deși a fost premiat adesea în calitate de scenarist, Arriaga a declarat în repetate rânduri că nu îi place să fie numit “scenarist” și că atât el, cât și ceilalți scenariști sunt de fapt scriitori și ar trebui recunoscuți ca atare.

## Lucrări
1. Escuadrón Guillotina (1991), tradus la Editura Vellant: Escadron ghilotina
2. Un Dulce Olor a Muerte (1994), tradus la Editura Vellant: Un dulce miros de moarte
3. El Búfalo de la Noche (1999)
4. Retorno 201 (2005), tradus la Editura Vellant: Retorno 201